# Adrian Kurek
Adrian Kurek (29 de març de 1988) és un ciclista polonès, ja retirat, professional del 2012 al 2021. Durant la seva carrera esportiva va córrer als equips Utensilnord Named, CCC Sprand Polkowice i HRE Mazowsze Serce Polski. Una vegada retirat passà a entrenar l'equip nacional de ciclisme de Kuwait. En el seu palmarès destaca el Campionat de Polònia en ruta del 2017.

## Palmarès
- 2009
  - 1r a la Ruta de l'Atlàntic
- 2011
  - 1r al Trophée des Champions
  - Vencedor d'una etapa al Tour de Gironda
  - Vencedor d'una etapa al Saint-Brieuc Agglo Tour
  - Vencedor d'una etapa als Tres dies de Cherbourg
- 2014
  - Vencedor d'una etapa a la Volta a Estònia
- 2015
  - Vencedor d'una etapa a la Małopolski Wyścig Górski
  - Vencedor d'una etapa al Podlasie Tour
- 2017
  -  Campionat de Polònia en ruta
- 2020
  - Vencedor d'una etapa al Tour de Szeklerland